# Juan Andrés Salfate
Juan Andrés Salfate Torrealba (Santiago, 21 de septiembre de 1968) es un crítico de cine, presentador de televisión y publicista chileno. Es conocido principalmente por participar en el programa Así somos de La Red y Free to Play de ETC TV, donde suele hablar de teorías conspirativas.

## Biografía
Cursó la secundaria en el Instituto Nacional General José Miguel Carrera.  Posteriormente estudió publicidad en la Universidad de Santiago de Chile.
Debutó como crítico de cine en el diario El Mercurio, lugar donde trabajó por más de diez años. Comenzó su carrera televisiva en el extinto Canal 2 Rock & Pop en el programa Maldita sea junto a su compañero Rodrigo «Pera» Cuadra y al Rumpy (quien fue despedido del programa por faltar al trabajo el día 1 de mayo, día que se emitió el programa). Una vez terminado el proyecto en Rock & Pop, el programa se trasmitió a través de La Red entre 1999 y 2000, pasándose a llamar El Rincón Maldito.
En 2006 se integró como panelista al programa nocturno Así somos, de La Red, comentando datos sobre fenómenos de Internet, teorías conspirativas, predicciones de terremotos y avances de películas, entre otros.
En 2008 se integró al elenco de Sin vergüenza en el canal Chilevisión. En este programa levantó su carrera televisiva hablando sobre temas de culto, como fenómenos paranormales y teorías conspirativas. En 2010 dejó Sin vergüenza, quedando en su lugar su amigo Rodrigo «Pera» Cuadra. 
En julio de 2011, Salfate se embarcó junto con su compañero Rodrigo «Pera» Cuadra en el proyecto MS Freak, transmitido por el sitio canalstream.tv, el cual contó con su participación solo en los primeros siete capítulos.
Ha incursionado en radio haciendo programas en Radio Carolina, como Freaky show y Capeando la tarde, en Radio Zero con programas como Agenda urbana, Ocio puro y comentando cine en Gran capital junto a Ignacio Franzani, en Radio Rock & Pop en el programa Los hermanos caradura, junto al locutor Alejandro d'Apremont —más conocido como «Chico Jano»—, radio de la que fue despedido el 31 de diciembre de 2010 debido a una reestructuración de la emisora, y en FM Tiempo en el programa El rincón de Salfate junto a Javiera Suárez, que terminó a inicios de 2012.
También ha estado en los programas Hola Chile (ex Pollo en Conserva y Mañaneros) y Así somos, como panelista de temas de culto. También tuvo su programa propio llamado Expediente S, todos emitidos por La Red.
En diciembre de 2019 fue despedido de La Red, aunque volvió en abril de 2020 asumiendo la conducción de Así somos, hasta el final del programa en 2022.
Posteriormente Salfate se sumaría a Mega, can al de televisión del grupo Megamedia (también dueños de ETC), donde ha participado en espacios de ambas señales. En 2025, empezó junto a Laura Prieto la conducción del programa de juegos La hora de jugar trasnoche. Además participa en el espacio cultural De paseo.

## Vida personal
El 25 de noviembre de 2016, contrajo matrimonio con su pareja Cecilia Velásquez, tras treinta años de relación. Tiene tres hijos.

## Programas de televisión
| Programa          | Canal          | Año                      | Participación |
| ----------------- | -------------- | ------------------------ | ------------- |
| Maldita sea       | Rock & Pop     | 1995-1998                | Presentador   |
| El rincón maldito | La Red         | 1999-2000                | Presentador   |
| Poder de síntesis | ABT Televisión | 2001                     | Presentador   |
| Mekano            | Mega           | 2002-2004                | Panelista     |
| Viva la mañana    | Canal 13       | 2004-2005                | Panelista     |
| Planeta freak     | UCV TV         | 2004-2005                | Presentador   |
| Sin vergüenza     | Chilevisión    | 2009-2010                | Panelista     |
| Así somos         | La Red         | 2006-2019, 2020-2022     | Panelista     |
| Pollo en Conserva | La Red         | 2009-2011                | Panelista     |
| Expediente S      | La Red         | 2011-2019                | Presentador   |
| MS Freak          | canalstream.tv | Julio-septiembre de 2011 | Copresentador |
| Mañaneros         | La Red         | 2011-2016                | Panelista     |
| Hola Chile        | La Red         | 2016-2019                | Panelista     |
| Free to Play      | etc...TV       | 2018-actualidad          | Panelista     |
| Salfate           | elkiosco.cl    | 2020                     | Presentador   |
| La hora de jugar  | Mega           | 2024-presente            | Presentador   |
| De paseo          | Mega           | 2024-presente            | Presentador   |

## Programas de radio
- Agenda urbana - Radio Zero, 2003
- Ocio puro - Radio Zero, 2005
- Capeando la tarde - Radio Carolina, 2007
- Freaky show - Radio Carolina, 2008
- Gran capital - Radio Zero, 2009
- Los hermanos caradura - Rock & Pop, 2010
- El rincón de Salfate - FM Tiempo,  2011

## Filmografía
| Año  | Título        | Rol               | Notas                   | Ref.   |
| ---- | ------------- | ----------------- | ----------------------- | ------ |
| 1999 | Superhéroes   | Actor y productor | Cortometraje de ficción | [ 6 ]  |
| 2000 | Florofilia    | Actor             | Cortometraje de ficción | [ 7 ]  |
| 2003 | Cesante       | Actor de voz      | Animación               | [ 8 ]  |
| 2003 | El nominado   | Actor             | Largometraje de ficción | [ 9 ]  |
| 2004 | Promedio rojo | Actor             | Largometraje de ficción | [ 10 ] |

## Historietas
- Zombies en La Moneda, Saga Santiago: Salfate aparece como personaje farandulero en el segundo tomo. Rescata a Álvaro y Luli llevándolos a su zombie-cueva. Tras engañarlos para ser protagonistas del reality zombie, huyen del ataque de Patty-Zombi y el público zombi hacia La Moneda. En el tercer tomo es uno de los encargados (junto a «Don Francisco»)
- Zombies en La Moneda, Saga Santiago (director's cut): En el compilatorio de la Saga Santiago, lanzado en junio de 2011, aparece la versión del director del ataque de Patty-Zombi. En la primera versión del documento, Juan Salfate muere, sin embargo, luego se decidió darle mayor protagonismo.

## Críticas y controversias
Juan Salfate ha recibido críticas y detractores por su difusión de teorías conspirativas y pseudocientíficas. En septiembre de 2011 obtuvo siete denuncias al Consejo Nacional de Televisión por divulgar teorías apocalípticas en televisión abierta. En enero de 2012, la Asociación Escéptica de Chile le otorgó a Salfate el título del "Guaripola Mayor de los Chantas" (en español chileno: "el mayor líder de los embaucadores") tras una votación pública en Facebook. Anteriormente estaba incluido en su lista de Charlatanes Nacionales.[cita requerida]
El 12 de junio de 2012, fue detenido por la PDI tras ser descubierto comprando alrededor de dos gramos de cocaína en las cercanías del canal La Red. Esta acción fue realizada en el contexto de investigaciones de una red de tráfico de drogas donde también estarían involucrados actores de telenovelas chilenas como consumidores. Se comprobó que Salfate compraba droga una vez por semana en el último tiempo. Al día siguiente, fue puesto en libertad, dado que el consumo no está penado en la legislación chilena. Tras esto fue entrevistado en Mentiras Verdaderas sobre su condición de consumidor y recibió tres denuncias en el Consejo Nacional de Televisión por "apología a las drogas".
Durante el trascurso de tres años, el comunicador visitó distintos sets televisivos y radiales. Además de aparecer en diversas publicaciones en medios escritos donde se refirió a las supuestas "profecías Maya", especialmente al Fenómeno de 2012. Durante este periodo de tiempo, llegó a declarar en la prensa sobre la presencia de extraterrestres en la ciudad de Valparaíso. Algunas autoridades criticaron sus apariciones en televisión, argumentando que generaban alarma en la ciudadanía. Si bien se relacionó al comunicador con el anuncio de una "invasión extraterrestre" que se produciría el 21 de diciembre de 2012, este aclaró que no sería una fecha trágica, sino "una oportunidad o un parto", una especie de cambio de mentalidad para la humanidad. Postulado que actualmente también se ha cuestionado.